# 山梨県道211号山梨笛吹線
山梨県道211号山梨笛吹線（やまなしけんどう211ごう やまなしふえふきせん）は、山梨県山梨市と笛吹市を結ぶ一般県道である。

## 概要

### 路線データ
- 起点：山梨県山梨市一町田中（一町田中交差点＝国道411号交点、山梨県道202号山梨市停車場線終点）
- 終点：山梨県笛吹市御坂町金川原（下金川原交差点＝山梨県道304号上黒駒石和線交点）

## 通過する自治体
- 山梨県
  - 山梨市 - 笛吹市

## 交差・接続する道路
- 国道411号（山梨市一町田中・一町田中交差点）
- 山梨県道202号山梨市停車場線（同上）
- 国道411号（笛吹市一宮町田中・日川橋南交差点）
- 山梨県道306号田中勝沼線（同上）
- 国道20号〈勝沼バイパス〉（笛吹市一宮町橋立・鷺堂交差点）
- 国道137号〈御坂みち〉（笛吹市一宮町国分、立体交差）
- 山梨県道304号上黒駒石和線（笛吹市御坂町金川原・下金川原交差点）

## 周辺
- 笛吹市立一宮西小学校